# Le Printemps de la vie
Pour les articles homonymes, voir Yes, My Darling Daughter.
Pour plus de détails, voir Fiche technique et Distribution.
Le Printemps de la vie (Yes, My Darling Daughter) est un film américain en noir et blanc réalisé par William Keighley, sorti en 1939.

## Synopsis
Un père, libre penseur, se trouve confronté à sa fille qui lui annonce une aventure avant le mariage.

## Fiche technique
- Titre : Le Printemps de la vie
- Titre original : Yes, My Darling Daughter
- Réalisation : William Keighley
- Scénario : Casey Robinson d'après la pièce de Mark Reed
- Photographie : Charles Rosher
- Montage : Ralph Dawson
- Musique : Heinz Roemheld
- Production : Warner Bros.
- Lieu de tournage : Warner Brothers Burbank Studios
- Pays de production :  États-Unis
- Format : noir et blanc
- Genre : Comédie romantique
- Durée : 86 min
- Dates de sortie :
  - États-Unis : 25 février 1939
  - France : 10 mai 1939

## Distribution
- Priscilla Lane : Ellen Murray
- Jeffrey Lynn : Douglas 'Doug' Hall
- Roland Young : Titus 'Jay' Jaywood
- Fay Bainter : Ann 'Annie' Murray
- May Robson : Granny Whitman
- Genevieve Tobin : Connie Nevins
- Ian Hunter : Lewis Murray
- Robert Homans : policier Murphy
- Edward Gargan : policier
- Spencer Charters : Angus Dibble
- Lottie Williams : Martha, the Maid
- Paul Panzer : Peter (scènes coupées)
- George Tobias : Dock Worker
- Rosella Towne : Edith Colby (non créditée)